# Vicq (Yvelines)
Pour les articles homonymes, voir Vicq.
Vicq est une commune française située dans le département des Yvelines, en région Île-de-France.

## Géographie

### Situation
La commune de Vicq se trouve dans la plaine de Montfort à six kilomètres environ au nord de Montfort-l'Amaury.
Le territoire communal, relativement plan, se situe à environ 80 mètres d'altitude. Il est essentiellement rural, consacré essentiellement à la grande culture céréalière et pratiquement non boisé.
L'habitat est regroupé dans le centre du village, le long et au nord de la RD 42, et dans le hameau de la Bardelle, plus à l'ouest, sur la RD 76.
| Auteuil           | Saulx-Marchais | Beynes            |
| Boissy-sans-Avoir | Vicq           | Neauphle-le-Vieux |
|                   | Méré           |                   |

### Hydrographie
La commune est drainée dans sa partie sud par un ruisseau, le Lieutel, affluent de la Mauldre. Ce ruisseau de 13,7 km de long reçoit sur sa rive gauche, au hameau de Bardelle, le ru de Breuil (9,4 km), qui naît à Millemont, et sur sa rive droite, dans le bourg de Vicq, le ru de Ponteux (4,3 km) qui prend sa source à Méré.
Le fond de la vallée, marécageux (marais de Bardelle) alimente étangs, lavoirs et fontaines.
La commune de Vicq est l'une des douze communes concernées par le plan de prévention des risques d'inondation (PPRI) du bassin de la Mauldre. La Mauldre et ses affluents, dont le Lieutel, sont en effet sujets à de crues rapides, de type torrentiel. Les dernières crues enregistrées à Vicq datent du 23 juin 1983 et du 8 mars 1989, au cours desquelles des débits de 15,2 m3/s et 13,9 m3/s respectivement ont été enregistrés. Une station de mesure de débit est installée sur le Lieutel à Vicq. Des mesures préventives ont été mises en œuvre dans le cadre du PPRI, dont le recalibrage du Lieutel en aval de Vicq et une retenue destinées à stocker les eaux de ruissellement a été créée à Vicq sur le Lieutel.

### Transports et voies de communications

#### Réseau routier
Elle est desservie principalement par la route départementale 76 qui traverse la commune selon un axe nord-sud et la relie, vers le sud, à la route nationale 12, près de la gare de Méré, puis à Montfort-l'Amaury, chef-lieu du canton, et vers le nord, à Auteuil et la route départementale 11 puis à Thoiry. La route départementale 42 qui suit un axe est-ouest pratiquement à la limite sud du territoire communal relie la commune à Neauphle-le-Vieux puis Villiers-Saint-Frédéric à l'est et à Boissy-sans-Avoir puis Garancières à l'ouest.

#### Desserte ferroviaire
Les gares ferroviaires les plus proches de la commune sont celles de Montfort-l'Amaury - Méré et Villiers - Neauphle - Pontchartrain à 3,5 km.

#### Bus
La commune est desservie par les lignes 35, 40, 45 et Express 67 du réseau de bus Centre et Sud Yvelines.

### Climat
Pour des articles plus généraux, voir Climat de l'Île-de-France et Climat des Yvelines.
En 2010, le climat de la commune est de type climat océanique dégradé des plaines du Centre et du Nord, selon une étude du CNRS s'appuyant sur une série de données couvrant la période 1971-2000. En 2020, Météo-France publie une typologie des climats de la France métropolitaine dans laquelle la commune est dans une zone de transition entre le climat océanique et le climat océanique altéré et est dans la région climatique Sud-ouest du bassin Parisien, caractérisée par une faible pluviométrie, notamment au printemps (120 à 150 mm) et un hiver froid (3,5 °C).
Pour la période 1971-2000, la température annuelle moyenne est de 11,1 °C, avec une amplitude thermique annuelle de 14,3 °C. Le cumul annuel moyen de précipitations est de 662 mm, avec 10,7 jours de précipitations en janvier et 8 jours en juillet. Pour la période 1991-2020, la température moyenne annuelle observée sur la station météorologique la plus proche, située sur la commune de Maule à 11 km à vol d'oiseau, est de 11,8 °C et le cumul annuel moyen de précipitations est de 677,0 mm,. Pour l'avenir, les paramètres climatiques de la commune estimés pour 2050 selon différents scénarios d'émission de gaz à effet de serre sont consultables sur un site dédié publié par Météo-France en novembre 2022.

## Urbanisme

### Typologie
Au 1er janvier 2024, Vicq est catégorisée commune rurale à habitat dispersé, selon la nouvelle grille communale de densité à sept niveaux définie par l'Insee en 2022.
Elle est située hors unité urbaine. Par ailleurs la commune fait partie de l'aire d'attraction de Paris, dont elle est une commune de la couronne,. Cette aire regroupe 1 929 communes,.

### Occupation des solssimplifiée
Le territoire de la commune se compose en 2017 de 90,75 % d'espaces agricoles, forestiers et naturels, 3,73 % d'espaces ouverts artificialisés et 5,52 % d'espaces construits artificialisés.

## Toponymie
Le nom de la localité est attesté sous la forme Vi en 1239.
Le terme Vicq : la forme est relativement "savante" par rapport à celle du XIIIe siècle qui était Vi.
Le nom de Vicq dérive du bas latin, vicus, qui désignait un petit village (et que l'on retrouve dans l'adjectif vicinal). Le terme désigne une notion collective pour tous les types d'implantation qui n'avaient pas le statut de ville. Le terme de vicus désignait pour les Romains, un « quartier urbain », une « rangée de maisons »  ou une implantation plus importante que ses fonctions nous feraient qualifier aujourd'hui de bourg ».

## Histoire

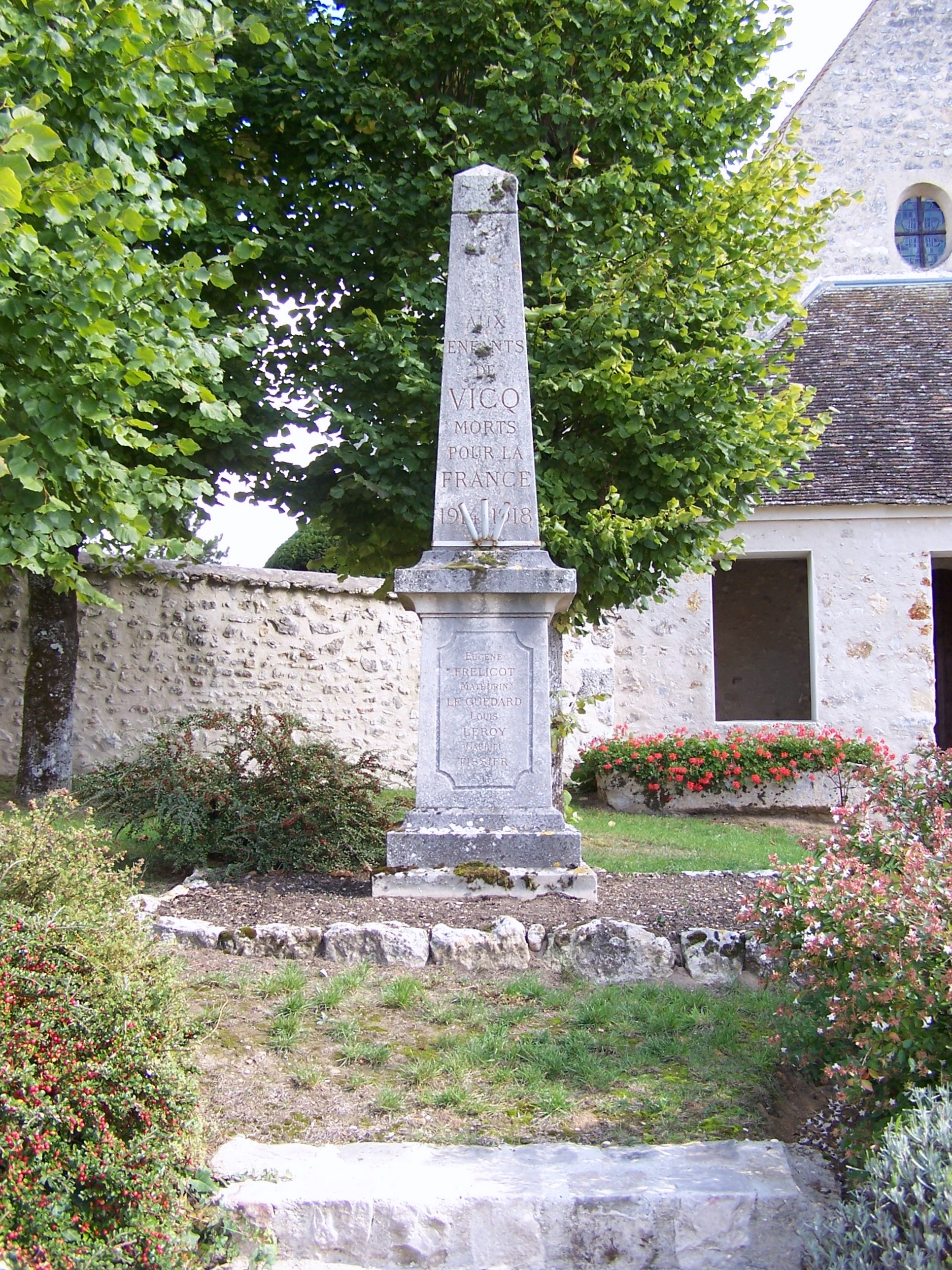
Le monument aux morts.

Ce site a été très anciennement habité. Au XIXe siècle, des fouilles ont mis au jour une importante nécropole mérovingienne comptant environ 5 000 tombes. 2 000 d'entre elles ont pu être fouillées qui ont livré de nombreux objets tels que monnaies, bijoux, poteries, etc..
Au XVe et XVIIIe siècle, la seigneurie de Bardelle près Vicq est la propriété de la famille Chardonnay. Les archives départementales des Yvelines recensent également un Jacques Dagar, seigneur de la Place à Bardelle dans les années 1597 à 1671 ainsi qu'un Louis Jacques Daguerre.

## Politique et administration

### Liste des maires
| Période                                  | Période  | Identité          | Étiquette | Qualité |
| ---------------------------------------- | -------- | ----------------- | --------- | ------- |
| Les données manquantes sont à compléter. |          |                   |           |         |
| avant 1995                               | 1995     | Jeannine Allemand |           |         |
| 1995                                     | En cours | Bernard Jacques   |           |         |

## Population et société

### Démographie

#### Évolution démographique
L'évolution du nombre d'habitants est connue à travers les recensements de la population effectués dans la commune depuis 1793. Pour les communes de moins de 10 000 habitants, une enquête de recensement portant sur toute la population est réalisée tous les cinq ans, les populations de référence des années intermédiaires étant quant à elles estimées par interpolation ou extrapolation. Pour la commune, le premier recensement exhaustif entrant dans le cadre du nouveau dispositif a été réalisé en 2005.

En 2022, la commune comptait 391 habitants, en évolution de +2,62 % par rapport à 2016 (Yvelines : +2,72 %, France hors Mayotte : +2,11 %).
| 1793 | 1800 | 1806 | 1821 | 1831 | 1836 | 1841 | 1846 | 1851 |
| ---- | ---- | ---- | ---- | ---- | ---- | ---- | ---- | ---- |
| 185  | 228  | 215  | 194  | 235  | 230  | 226  | 226  | 216  |

| 1856 | 1861 | 1866 | 1872 | 1876 | 1881 | 1886 | 1891 | 1896 |
| ---- | ---- | ---- | ---- | ---- | ---- | ---- | ---- | ---- |
| 198  | 172  | 190  | 197  | 200  | 181  | 176  | 179  | 171  |

| 1901 | 1906 | 1911 | 1921 | 1926 | 1931 | 1936 | 1946 | 1954 |
| ---- | ---- | ---- | ---- | ---- | ---- | ---- | ---- | ---- |
| 142  | 147  | 153  | 151  | 159  | 136  | 121  | 101  | 142  |

| 1962 | 1968 | 1975 | 1982 | 1990 | 1999 | 2005 | 2006 | 2010 |
| ---- | ---- | ---- | ---- | ---- | ---- | ---- | ---- | ---- |
| 113  | 121  | 154  | 248  | 257  | 259  | 290  | 295  | 333  |

| 2015 | 2020 | 2022 | - | - | - | - | - | - |
| ---- | ---- | ---- | - | - | - | - | - | - |
| 381  | 366  | 391  | - | - | - | - | - | - |

#### Pyramide des âges
En 2018, le taux de personnes d'un âge inférieur à 30 ans s'élève à 36,3 %, soit en dessous de la moyenne départementale (38 %). De même, le taux de personnes d'âge supérieur à 60 ans est de 18,9 % la même année, alors qu'il est de 21,7 % au niveau départemental.
En 2018, la commune comptait 185 hommes pour 202 femmes, soit un taux de 52,20 % de femmes, légèrement supérieur au taux départemental (51,32 %).
Les pyramides des âges de la commune et du département s'établissent comme suit.
| Hommes | Classe d’âge | Femmes |
| ------ | ------------ | ------ |
| 0,0    | 90 ou +      | 1,0    |
| 5,7    | 75-89 ans    | 4,2    |
| 12,6   | 60-74 ans    | 14,1   |
| 23,4   | 45-59 ans    | 19,9   |
| 25,7   | 30-44 ans    | 20,9   |
| 12,6   | 15-29 ans    | 18,8   |
| 20,0   | 0-14 ans     | 20,9   |

| Hommes | Classe d’âge | Femmes |
| ------ | ------------ | ------ |
| 0,6    | 90 ou +      | 1,4    |
| 6      | 75-89 ans    | 7,8    |
| 13,5   | 60-74 ans    | 14,8   |
| 20,7   | 45-59 ans    | 20,1   |
| 19,6   | 30-44 ans    | 19,9   |
| 18,5   | 15-29 ans    | 16,8   |
| 21,2   | 0-14 ans     | 19,2   |

### Enseignement
La commune ne possède aucune école publique, mais une école primaire alternative privée a ouvert ses portes à la rentrée 2021.

## Économie
- Exploitations agricoles.
- Commune résidentielle.

## Culture locale et patrimoine

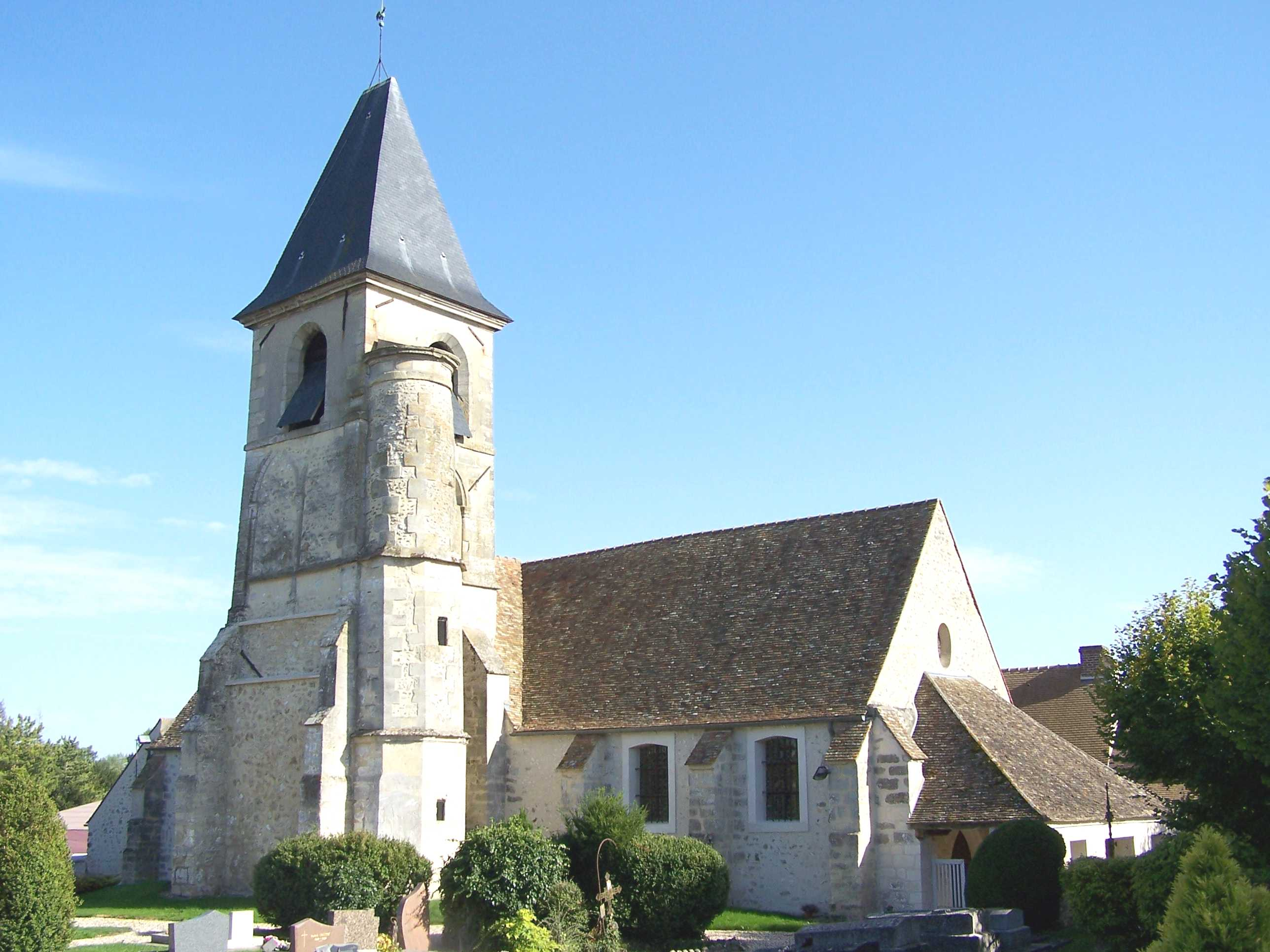
L'église Saint-Martin.

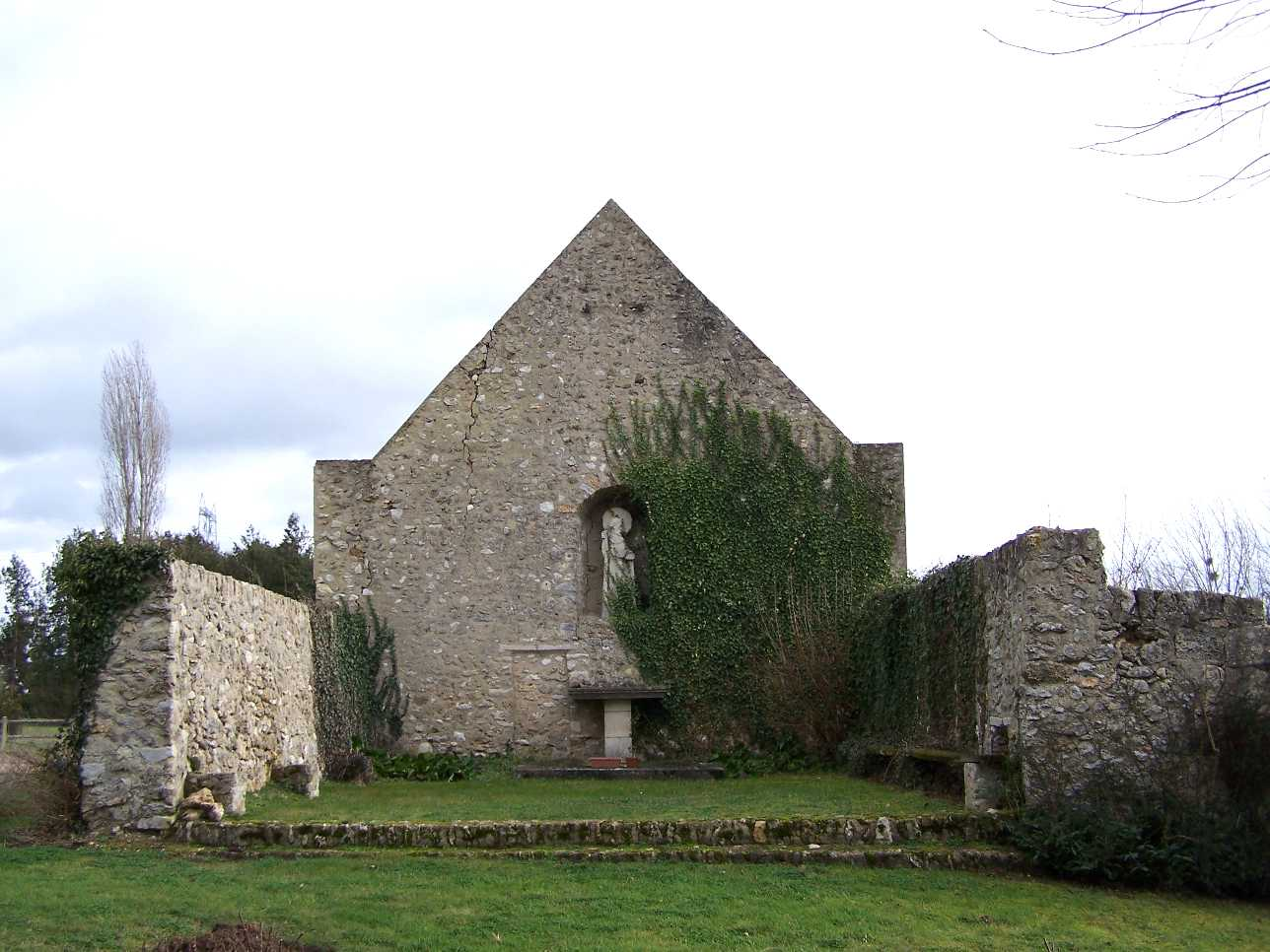
L'ancienne chapelle de La Bardelle.

### Lieux et monuments
- Église Saint-Martin.

Église en pierre datant du XIIIe siècle. Clocher en forme de tour carrée à contreforts d'angle et couverture en ardoise à quatre pans. La cloche datant de 1550 serait la plus ancienne des Yvelines. L'église a été inscrite monument historique en décembre 1980 et contient divers objets classés dont la cloche ci-devant, une sculpture de Vierge à l'Enfant et une chasuble.
- Chapelle Saint-Jacques à La Bardelle.

Il ne reste plus de la chapelle bien entretenue et servant encore pour des offices de plein air, que le mur du fond avec une niche ; une statue y a été installée ainsi qu'un petit autel ; les murs latéraux ont été arasés et égalisés.
- Musée international d'art naïf (Midan)[28] : le musée d'art naïf de Vicq a été inauguré en 1973, dans la maison de campagne de Max Fourny et de son épouse, l'artiste peintre Françoise Adnet. L'objectif de ce musée est de mettre en valeur et développer le fonds actuel de plus de 1 500 œuvres (auxquelles se sont ajoutées en 2004 plus de 500 œuvres en provenance de l'ancien Musée d'art naïf de Bages), de l'intégrer dans le contexte culturel régional, mais également de hisser son audience par la réalisation d'expositions à l'échelon national et international.

### Personnalités liées à la commune
- Nicolas Hautducoeur, homme politique né le 7 novembre 1729 à Vicq (Yvelines) et décédé le 31 mai 1796 à Neauphle-le-Château (Yvelines).
- Françoise Adnet (1924-2014), peintre, et son mari, Max Fourny (1904-1991), collectionneur d'art, sont les créateurs du musée d'Art naïf de Vicq[29].